# Milínov
Milínov är en ort i Tjeckien.   Den ligger i regionen Plzeň, i den västra delen av landet, 80 km sydväst om huvudstaden Prag. Milínov ligger 445 meter över havet och antalet invånare är 181.
Terrängen runt Milínov är huvudsakligen platt, men åt sydost är den kuperad.Runt Milínov är det glesbefolkat, med 14 invånare per kvadratkilometer. Närmaste större samhälle är Plzeň, 17,8 km nordväst om Milínov. I omgivningarna runt Milínov växer i huvudsak blandskog.